# 大夕張ダム
大夕張ダム（おおゆうばりダム）は、北海道夕張市、一級河川・石狩川水系夕張川上流部に建設されたダムである。ダムによって形成されていた人造湖はシューパロ湖と呼ばれていた。湖についての詳細はシューパロ湖を参照。
夕張川沿岸農地のかんがいを目的に北海道開発局によって建設された農業用ダムで、農林水産省管理の堤高67.5メートルの重力式コンクリートダムであった。直下流に竣工した夕張シューパロダムの貯砂ダムとして機能させるために、2015年（平成27年）3月の夕張シューパロダムの湛水によってシューパロ湖に水没した。

## 灌漑と発電

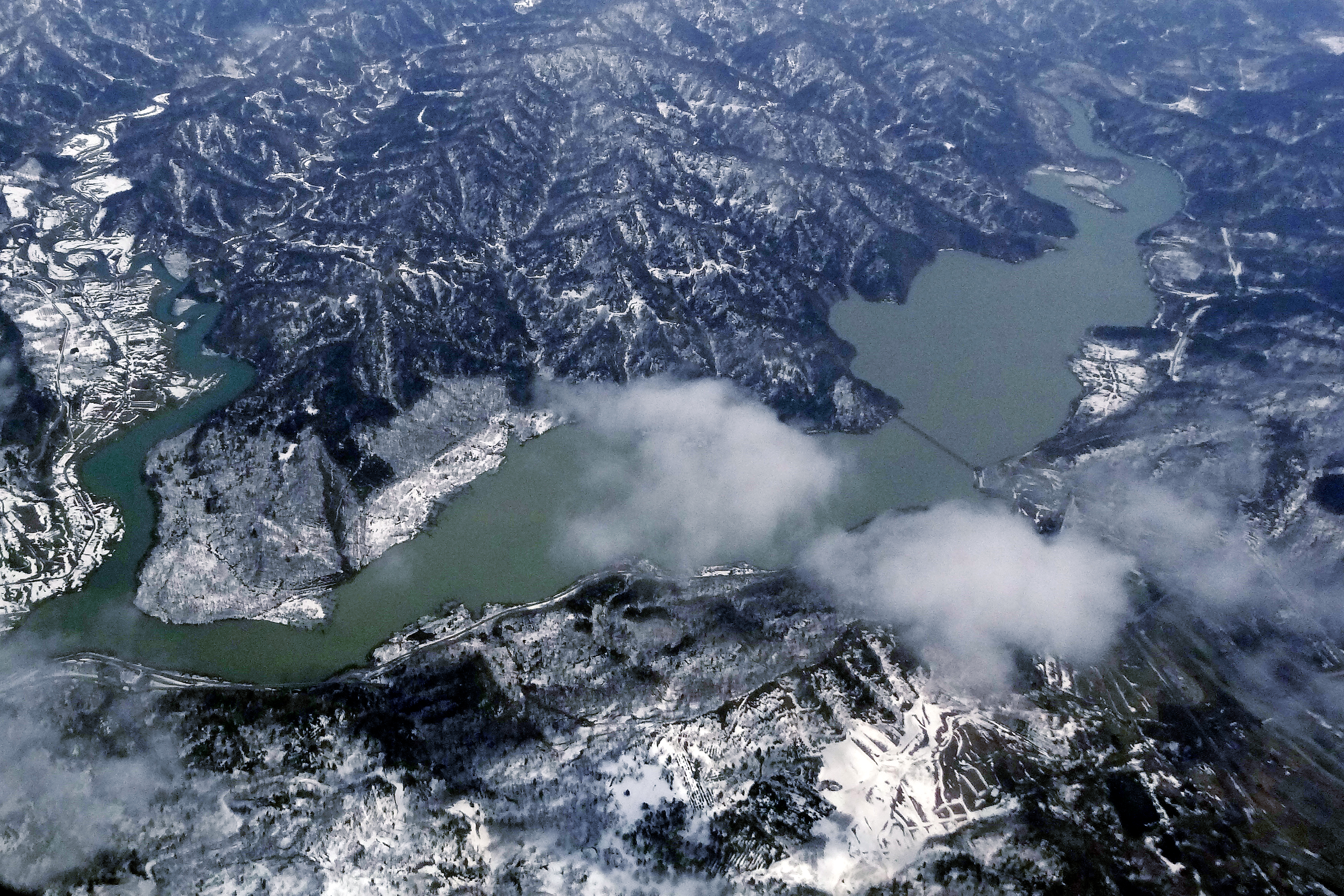
大夕張ダムによるシューパロ湖(2013年)

夕張川下流地域に灌漑（かんがい）用水を供給し、農地開発を促進させることを目的に北海道開発局農業水産部が国営夕張地区土地改良事業の中心として1962年（昭和37年）に夕張川上流部に建設した。下流にある川端ダムなどと連携し農業用水を供給した。
大夕張ダム直下には北海道営発電事業として二股発電所が設置（1960年/昭和35年12月に完成・運転開始）された。この発電所は三菱鉱業（現在は三菱マテリアル）が共同事業者として出資しており、夕張市南部地域をはじめとして、三菱大夕張炭鉱や三菱南大夕張炭鉱などに電力を供給していた。なお、2013年（平成25年）8月30日をもって夕張シューパロダムによって発電を行うシューパロ発電所にその役目を譲る形で廃止。大夕張ダムとともにシューパロ湖に沈んでいる。
直下流には清水沢ダム（しみずさわダム）が建設されているが、これは二股発電所の逆調整池としての機能も果たしている。逆調整池とは発電用の水を放流する際、下流の河川の水量が急激に増加しないように調整し、一定の水量を放流する役割を持つ調整池のことであり、大規模な水力発電所やダムの下流に建設されることが多い。この清水沢ダムは元来北海道炭礦汽船（北炭）が北炭夕張炭鉱等に電力を供給するための自家発電用として、1938年（昭和13年）着工、1940年（昭和15年）5月19日に完成・運用された民間企業所有ダムであったが、炭鉱の閉山と共に北海道企業局へ移管されている。認可出力は3,400キロワットである。ダム建設前は「鐘ヶ淵」と称する淵であった。